# Karl von Hertzberg (General, 1731)
Johann Karl von Hertzberg, seit 1786 Graf von Hertzberg (* 19. September 1731 in Herford; † 29. Mai 1798 in Glatz) war ein preußischer Generalleutnant sowie Chef des Infanterieregiments „von Wangenheim“.

## Leben

### Herkunft
Seine Eltern waren der preußische Kapitän a. D., zuletzt im Infanterieregiment „Anhalt-Dessau“ und Herr auf Wartenberg und Blumberg Otto Günther von Hertzberg (1687–1756) und dessen Ehefrau Maria Charlotte, geborene von Lehwaldt (1715–1774). Sie war die Tochter des Generalfeldmarschalls Johann von Lehwaldt.

### Militärkarriere
Im Jahr 1746 wurde Hertzberg als Gefreitenkorporal im Regiment „Lehwald“ der Preußischen Armee angestellt. Innerhalb des Regiments stieg er schließlich mit der Beförderung am 11. Dezember 1762 zum Kapitän und Kompaniechef auf. Während des Siebenjährigen Krieges nahm er an den Schlachten von Groß-Jägersdorf, Zorndorf, Kay und Kunersdorf sowie an den Gefechten bei Meißen und Maxen teil. In letzterem geriet er in Gefangenschaft und wurde 1761 ausgetauscht.
1773 wurde Hertzberg Major und Kommandeur des Grenadierbataillons 4/14. Das Bataillon wurde aus den Grenadierkompanien der Regimenter „Voß“ und „Wildau“ zusammengestellt. Bis Anfang Mai 1785 avancierte er zum Oberst und Kommandeur des Infanterieregiments „von Donnersmarck“. Bei der Revue am 8. Juni 1789 wurde Hertzberg für seine langjährigen Verdienste mit dem Orden Pour le Mérite ausgezeichnet. Am 11. Mai 1790 wurde er Generalmajor und erhielt im Oktober 1790 von König Friedrich Wilhelm II. das Infanterieregiment „von Wangenheim“. Sechs Jahre später erfolgte noch seine Beförderung zum Generalleutnant und als solcher dimittierte er gesundheitsbedingt am 12. September 1797 mit einer Pension von 1200 Talern.
Als am 19. September 1786 der Geheime Staatsrat und Minister Ewald Friedrich von Hertzberg bei der Huldigung des neuen Königs Friedrich Wilhelm II. in Preußen in den Grafenstand erhoben wurde, wurde auch der Oberst mit erhoben.

### Familie
Hertzberg war seit 4. August 1763 mit Albertine Wilhelmine von Hohendorff († 1799), der Tochter des Kapitäns Fabian Wilhelm von Hohendorff, verheiratet. Das Ehepaar hatte folgende Kinder:
- Otto (1764–1825), preußischer Premierleutnant ⚭ 1798 Charlotte de Frésin (1770–1830)
- Wilhelm (1764–1837), preußischer Landrat und Major ⚭ 1791 Johanna Charlotte Otto (* 1753), Eltern von Karl von Hertzberg
- Charlotte (1766–1824) ⚭ Ludwig de Frésin († 1819), Herr auf Frunau und Romsdorf
- Friedrich (1768–1848), preußischer Oberstleutnant

⚭ Marie Elisabeth Winter
⚭ 1799 Charlotte Donaties, verwitwete Weller († 1828)
- August Ferdinand (* 1770)
- Johanna Amalie (* 1770)